# خوان ألفونسو بابتيستا
خوان ألفونسو بابتيستا دياز (بالإسبانية: Juan Alfonso Baptista)٬ ولد بتاريخ (9 سبتمبر 1976)٬ وهو ممثل وعارض أزياء فنزويلي٬ ٱكتسب شهرة واسعة من خلال دور أوسكار رييس في مسلسل آلام خفية.

## روابط خارجية
- خوان ألفونسو بابتيستا على موقع IMDb (الإنجليزية)
- خوان ألفونسو بابتيستا على موقع قاعدة بيانات الفيلم (الإنجليزية)